# لا ميرادا (كاليفورنيا)
لا ميرادا (بالإنجليزية: La Mirada)‏ هي إحدى مدن مقاطعة لوس أنجليس، كاليفورنيا. تم إعطاءها لقب مدينة في 23 مارس، 1960.

## التركيبة السكانية
حدّد مكتب تعداد الولايات المتحدة بيانات التركيبة السكانية للا ميرادا في تعداد الولايات المتحدة. في ما يلي، التركيبة السكانية حسب تعدادي 2000 و2010.

### تعداد عام 2000
بلغ عدد سكان لا ميرادا 46,783 نسمة بحسب تعداد عام 2000، وبلغ عدد الأسر 14,580 أسرة وعدد العائلات 11,523 عائلة مقيمة في المدينة. في حين سجلت الكثافة السكانية 2,304.6 نسمة لكل كيلومتر مربع (5,968.9/ميل2). وبلغ عدد الوحدات السكنية 14,811 وحدة بمتوسط كثافة قدره 729.6 لكل كيلومتر مربع (1,889.7/ميل2).
وتوزع التركيب العرقي للمدينة بنسبة 64.46% من البيض و1.93% من الأمريكيين الأفارقة و0.75% من الأمريكيين الأصليين و14.88% من الأمريكيين ذوي الأصول الآسيوية و0.27% من سكان جزر المحيط الهادئ و13.64% من الأعراق الأخرى و4.08% من عرقين مختلطين أو أكثر و33.47% من الهسبانيون أو اللاتينيون من أي عرق.
بلغ عدد الأسر 14,580 أسرة كانت نسبة 42.5% منها لديها أطفال تحت سن الثامنة عشر تعيش معهم، وبلغت نسبة الأزواج القاطنين مع بعضهم البعض 64.1% من أصل المجموع الكلي للأسر، ونسبة 10.4% من الأسر كان لديها معيلات من الإناث دون وجود شريك، بينما كانت نسبة 4.6% من الأسر لديها معيلون من الذكور دون وجود شريكة وكانت نسبة 21% من غير العائلات. تألفت نسبة 17.3% من أصل جميع الأسر من عدة أفراد يعيشون في نفس المنزل ونسبة 10% كانت تتألف من شخص يعيش بمفرده يبلغ من العمر 65 عاماً أو أكثر. وبلغ متوسط حجم الأسرة المعيشية 3.10، أما متوسط حجم العائلات فبلغ 3.49.
بلغ العمر الوسطي للسكان 35.4 عاماً. وكانت نسبة 26.2% من القاطنين تحت سن الثامنة عشر، وكانت نسبة 7.8% بين الثامنة عشر والرابعة والعشرين عاماً، ونسبة 28.4% كانت واقعةً في الفئة العمرية ما بين الخامسة والعشرين والرابعة والأربعين عاماً، ونسبة 20.7% كانت ما بين الخامسة والأربعين والرابعة والستين، ونسبة 13.4% كانت ضمن فئة الخامسة والستين عاماً فما فوق. يوجد لكل 100 أنثى 94.9 ذكر، ويوجد لكل 100 أنثى في الثامنة عشر من عمرها فما فوق 90.1 ذكر.
بلغ متوسط دخل الأسرة في المدينة 61,632 دولارًا، أما متوسط دخل العائلة فبلغ 66,598 دولارًا. وكان متوسط دخل الذكور 47,364 دولارًا مقابل 31,993 دولارًا للإناث. وسجل دخل الفرد الخاص بالمدينة 22,404 دولارًا. وكانت نسبة 3.7% من العائلات ونسبة 5.6% من السكان تحت خط الفقر، وكان من هؤلاء نسبة 6.6% تحت سن الثامنة عشر ونسبة 4.5% في الخامسة والستين من العمر وما فوق.

### تعداد عام 2010
بلغ عدد سكان لا ميرادا 48,527 نسمة بحسب تعداد عام 2010، وبلغ عدد الأسر 14,681 أسرة وعدد العائلات 11,504 عائلة مقيمة في المدينة. في حين سجلت الكثافة السكانية 2,390.5 نسمة لكل كيلومتر مربع (6,191.4/ميل2). وبلغ عدد الوحدات السكنية 15,092 وحدة بمتوسط كثافة قدره 743.4 لكل كيلومتر مربع (1,925.4/ميل2).
وتوزع التركيب العرقي للمدينة بنسبة 60.71% من البيض و2.26% من الأمريكيين الأفارقة و0.81% من الأمريكيين الأصليين و17.83% من الأمريكيين ذوي الأصول الآسيوية و0.29% من سكان جزر المحيط الهادئ و13.74% من الأعراق الأخرى و4.35% من عرقين مختلطين أو أكثر و39.71% من الهسبانيون أو اللاتينيون من أي عرق.
بلغ عدد الأسر 14,681 أسرة كانت نسبة 36.6% منها لديها أطفال تحت سن الثامنة عشر تعيش معهم، وبلغت نسبة الأزواج القاطنين مع بعضهم البعض 61.1% من أصل المجموع الكلي للأسر، ونسبة 11.8% من الأسر كان لديها معيلات من الإناث دون وجود شريك، بينما كانت نسبة 5.5% من الأسر لديها معيلون من الذكور دون وجود شريكة وكانت نسبة 21.6% من غير العائلات. تألفت نسبة 17.3% من أصل جميع الأسر من عدة أفراد يعيشون في نفس المنزل ونسبة 10.7% كانت تتألف من شخص يعيش بمفرده يبلغ من العمر 65 عاماً أو أكثر. وبلغ متوسط حجم الأسرة المعيشية 3.11، أما متوسط حجم العائلات فبلغ 3.48.
بلغ العمر الوسطي للسكان 37.9 عاماً. وكانت نسبة 21.1% من القاطنين تحت سن الثامنة عشر، وكانت نسبة 14.6% بين الثامنة عشر والرابعة والعشرين عاماً، ونسبة 23.9% كانت واقعةً في الفئة العمرية ما بين الخامسة والعشرين والرابعة والأربعين عاماً، ونسبة 25.1% كانت ما بين الخامسة والأربعين والرابعة والستين، ونسبة 15.2% كانت ضمن فئة الخامسة والستين عاماً فما فوق. وتوزع التركيب الجنسي للسكان بنسبة 48% ذكور و52% إناث.

## أعلام
- جاك تشيذام
- ديربي كاريلو
- جيريمي باول
- جون كولين
- راسيل بول
- جيني فينش
- تيدي غريس

## الموقع الجغرافي
الموقع الجغرافي للمناطق المحيطة بهذه النقطة هو كالتالي: